# Сентрал (футбольный клуб, Каруару)
«Сентра́л» (порт. Central Sport Club) — бразильский футбольный клуб из города Каруару, штата Пернамбуку.

## История
Клуб основан 15 июня 1919 года, домашние матчи проводит на стадионе «Лакердан». Главным достижением «Сентрала», является победа в бразильской Серии B в 1986 году. Однако этот трофей «Сентрал» завоевал совместно с ещё тремя командами, поскольку победителями признавались команды, лидировавшие в своих группах.
В 2010 году клуб выступал в Серии D Бразилии. В 2021 году «Сентрал» занял в Серии D 46-е место.

## Достижения
- Вице-чемпион Лиги Пернамбукано (2): 2007, 2018
- Обладатель Кубка Пернамбукано (1): 2001
- Чемпион бразильской Серии B (1): 1986